# 平林眞
平林 眞（ひらばやし まこと、1925年（大正14年）7月11日 - 2015年3月5日）は、日本の金属学者。理学博士（東北大学）。専門は金属物性結晶学。東北大学名誉教授。北見工業大学元学長および名誉教授。

## 略歴
東京都出身。1947年（昭和22年9月）東京帝国大学第二工学部冶金学科卒業、大学院特別研究生、1948年4月東京工業大学大学院に転学。1951年（昭和26年）東北大学金属材料研究所助手。1959年（昭和34年）同助教授。1963年（昭和38年）同教授、1987年（昭和62年）東北大学金属材料研究所所長。1989年東北大学停年退官。同名誉教授。いわき明星大学理工学部教授。1990年（平成2年）北見工業大学5代学長に就任。1996年（平成8年）北見工業大学退官。同名誉教授。
2015年3月5日、誤嚥性肺炎のため死去。89歳没。叙従三位。

## 主な受賞歴
- 日本電子顕微鏡学会瀬藤賞（学会賞）（1982年）
- 日本金属学会谷川ハリス賞（1985年）
- 本多記念賞（1997年）
- 勲二等瑞宝章（2002年）

## 主著
- 岩崎博と共著『規則格子と規則-不規則変態』（日本金属学会, 1967年）
- 長崎誠三編『金属物性入門（金属物性基礎講座1巻）』（分担執筆, 丸善, 1977年）
- 『回折結晶学（金属物性基礎講座3巻）』（編著, 丸善, 1981年）
- 長崎誠三と共編著　『二元合金状態図集』(アグネ技術センター,　2001年)
- 『本多光太郎-マテリアルサイエンスの先駆者』（編著,　アグネ技術センター,　2004年）
- 佐川眞人・浜野正昭と共著『永久磁石 : 材料科学と応用』（アグネ技術センター, 2007年）